# Chrysogorgia electra
Chrysogorgia electra is een zachte koraalsoort uit de familie Chrysogorgiidae. De koraalsoort komt uit het geslacht Chrysogorgia. Chrysogorgia electra werd in 1988 voor het eerst wetenschappelijk beschreven door Bayer & Stefani.